# CEASE
CEASE (Complete Elimination of Autistic Spectrum Expression) est une pratique pseudo-scientifique soi-disant thérapeutique, utilisée par des naturopathes (en particulier les homéopathes) qui prétendent qu'elle peut traiter ou même guérir les personnes autistes, affirmations qui ont été jugées « bidon » par la Advertising Standards Authority du Royaume-Uni. Le protocole CEASE implique un mélange de suppléments, de Vitamine C à forte dose, de « soutien orthomoléculaire », de restrictions alimentaires et d'homéopathie. Cette « thérapie » a été développée par le médecin néerlandais Tinus Smits, qui a affirmé l'avoir utilisée pour traiter plus de 300 enfants autistes. Il se fait davantage connaître en 2017 et 2018 en raison des mesures réglementaires prises par les organismes professionnels aux Pays-Bas, au Royaume-Uni et au Canada, à la suite d'une série de plaintes concernant des allégations non fondées. 
Smits a déclaré dans le livre Autism Beyond Despair - CEASE Therapy que les enfants autistes ne devraient jamais être vaccinés. 

## Action réglementaire
En octobre 2017, la Fondation néerlandaise du code de la publicité (Stichting Reclame Code) a constaté que le site Web officiel de la thérapie CEASE enfreint les réglementations en matière de publicité,. 
Au Royaume-Uni, en avril 2018, la Professional Standards Authority (PSA) a imposé certaines exigences à la Society of Homeopaths (SoH), en raison de la manière dont ses membres commercialisent la thérapie CEASE. Le PSA a demandé au SoH de confirmer « quelles mesures il prendra pour assurer la sécurité des enfants comme condition de sa ré-accréditation ». Au mois de juin suivant, le SoH a publié une prise de position conseillant à ses membres de ne pas suggérer de guérison de l'autisme lors de la commercialisation de la thérapie CEASE. Il a été estimé que plus de 120 homéopathes proposent CEASE au Royaume-Uni, bien que tous ne soient pas membres du SoH. Dans son examen d'accréditation de décembre 2018 pour la Fédération des thérapeutes holistiques (FHT), la PSA a reçu la confirmation de la Fédération qu'aucun de ses membres homéopathe enregistrés n'offre CEASE, que tout homéopathe qui offre CEASE ne serait pas accepté sur son registre, et que la FHT n'accepte pas, n'approuve ou n'assure pas la thérapie CEASE,. 
En juillet 2015, la Advertising Standards Authority (ASA) du Royaume-Uni a constaté que la commercialisation de la thérapie CEASE par Teddington Homeopathy enfreint le code des normes de publicité. Le mois suivant, l'ASA a ajouté la société à sa liste d'annonceurs en ligne non conformes, pour « avoir fait des déclarations d'efficacité non prouvées pour la thérapie CEASE ». En mai 2018, l'ASA a écrit aux homéopathes pour leur rappeler que « les thérapeutes de CEASE ne peuvent prétendre guérir l'autisme ou faire des réclamations concernant la désintoxication ». En juillet 2018, ils ont confirmé une décision contre le site Web de Bubbling Life, déterminant que les allégations relatives à CEASE, la vaccination, l'autisme et les TSA pourraient décourager les clients de rechercher des conseils ou un traitement appropriés. En mars 2019, l'ASA a publié une déclaration selon laquelle la publicité de CEASE doit cesser. 
En Colombie-Britannique, au Canada, le conseil d'administration du College of Naturopathic Physicians a enquêté sur trois praticiens de CEASE à la suite du dépôt de plaintes du public et par la suite "a déterminé que les docteurs en naturopathie de la Colombie-Britannique ne devaient pas annoncer ni offrir de thérapie CEASE". En plus de cette interdiction, les énoncés de position mis à jour de l'Ordre précisent également que les docteurs en naturopathie de la Colombie-Britannique ne doivent pas offrir de matériel ni de conseils anti-vaccination (y compris sur les médias sociaux) et ne doivent pas laisser entendre que la vaccination cause l'autisme. 
L'American Food and Drug Administration (FDA) ne réglemente pas strictement CEASE ou les traitements homéopathiques. Cependant, en réponse à une question sur CEASE, elle a déclaré que "[la] FDA a mis en garde contre l'utilisation de produits étiquetés comme homéopathiques en raison de préoccupations selon lesquelles il n'a pas été démontré qu'ils offrent des avantages cliniques dans le traitement des maladies graves et / ou potentiellement mortelles. conditions médicales, et qu'ils peuvent également causer des dommages graves. . . Cela nous préoccupe profondément lorsque nous voyons des maladies évitables telles que la rougeole - une infection potentiellement mortelle que nous pensions avoir éliminée aux États-Unis en 2000 - faisant maintenant un retour tragique et menaçant nos communautés, malgré la disponibilité d'un vaccin sûr et très efficace. L’un des facteurs contribuant à l’épidémie de rougeole est l’information inexacte et trompeuse sur les vaccins plutôt que le recours à des informations précises et scientifiques. 
En mai 2019, le groupe de pilotage d'Homéopathie International a écrit aux praticiens de CEASE pour leur recommander d'envisager de changer le nom du traitement en EASE (pour `Easing Autistic Spectrum Expression) afin d'éviter le "risque juridique important" lié à l'utilisation dans leur matériel marketing du nom original ou de son acronyme, l'un ou l'autre pouvant être interprété comme «prétendant illégalement guérir ». Le 28 juin 2019, l'organisation caritative Good Thinking Society (GTS) a déposé une demande de révision judiciaire pour contester une décision antérieure de la PSA de ré-accréditer le registre de la Society of Homeopaths. Au moment du dépôt, plusieurs (GTS allègue qu'il y en a plus de 50) membres du SoH proposaient toujours la thérapie CEASE pour l'autisme[réf. nécessaire].

## Évaluation d'experts
S'exprimant sur le sujet de CEASE et de l'homéopathie, Peter Hotez, doyen de l'École nationale de médecine tropicale du Baylor College of Medicine, a déclaré : « Les flambées de rougeole étaient à la fois prévues et prévisibles alors que le mouvement anti-vaccin commence à affecter la santé publique [aux États Unis]. Ce n'est que le début - c'est un signe avant-coureur d'une nouvelle normalité en Amérique... Il n'y a pas d'alternative à la vaccination contre la rougeole et il n'y a pas de remède contre l'autisme - tout est donc inventé ».